# Liste der Deutschen Meister in der 4-mal-100-Meter-Staffel
Die 4-mal-100-Meter-Staffel wurde bei den Männern erstmals 1919 in das Programm der Deutschen Leichtathletik-Meisterschaften aufgenommen. Auch bei den Frauen stand der Wettbewerb gleich bei ihren ersten Deutschen Leichtathletik-Meisterschaften im Jahre 1920 auf dem Programm. 1935, 1944 und 1945 fiel der Wettbewerb aus. Während der deutschen Teilung fanden ab 1948 sowohl in der Bundesrepublik Deutschland als auch in der DDR eigene Meisterschaften statt. 1990 stand die Staffel im Gegensatz zur Bundesrepublik Deutschland in der DDR nicht mehr auf dem Meisterschaftsprogramm. Im wiedervereinigten Deutschland war der attraktive Wettbewerb ständiger Bestandteil bei den anschließenden gemeinsamen Meisterschaften ab 1991.
Diese Staffel über die jeweils kurze Sprintstrecke wird wie die 4-mal-400-Meter-Staffel in aller Regel im Hauptprogramm der Deutschen Meisterschaften ausgetragen. Die Langstaffeln dagegen sind im Normalfall Bestandteil der ausgelagerten Disziplinen.

## Deutsche Meisterschaftsrekorde
| Männer | 38,78 s | TV Wattenscheid 01 (Philipp Trutenat, Robin Erewa, Maurice Huke, Robert Hering) | Nürnberg | 22. Juli 2018 |
| Frauen | 42,97 s | MTG Mannheim (Ricarda Lobe, Alexandra Burghardt, Nadine Gonska, Yasmin Kwadwo)  | Erfurt   | 9. Juli 2017  |

## Gesamtdeutsche Meister seit 1991 (DLV)
| Jahr | Ort                                                        | Datum                                                      | Männer                                                                                            | Männer                                                     | Frauen                                                                                          | Frauen                                                     |
| Jahr | Ort                                                        | Datum                                                      | Staffel                                                                                           | Zeit [s]                                                   | Staffel                                                                                         | Zeit [s]                                                   |
| ---- | ---------------------------------------------------------- | ---------------------------------------------------------- | ------------------------------------------------------------------------------------------------- | ---------------------------------------------------------- | ----------------------------------------------------------------------------------------------- | ---------------------------------------------------------- |
| 2025 | Dresden                                                    | 3. August                                                  | LG Stadtwerke München (Maximilian Achhammer, Karl Gattinger, Jonas Hügen, Fabian Olbert)          | 39,60                                                      | TSV Bayer 04 Leverkusen (Allegra Hildebrand, Lea Wiethoff, Amelie Dierke, Marlene Meier)        | 44,29                                                      |
| 2024 | Braunschweig                                               | 30. Juni                                                   | Hamburger SV (Paul Erdle, Lucas Ansah-Peprah, Matti Wellm, Owen Ansah)                            | 39,65                                                      | LG Stadtwerke München (Melanie Slotosch, Amelie-Sophie Lederer, Svenja Pfetsch, Tina Benzinger) | 43,92                                                      |
| 2023 | Kassel                                                     | 9. Juli                                                    | TV Wattenscheid 01 (Michael Bryan, Kevin Ugo Robin Erewa, Joshua Koßmann)                         | 39,39                                                      | SCC Berlin (Leonie Kluwig, Michelle Janiak Nadine Reetz, Gina Lückenkemper)                     | 43,91                                                      |
| 2022 | Berlin                                                     | 26. Juni                                                   | TV Wattenscheid 01 (Philipp Trutenat, Kevin Ugo, Maurice Huke, Robin Erewa)                       | 39,60                                                      | LG Stadtwerke München (Viola John, Marina Scherzl, Tina Benzinger, Amelie-Sophie Lederer)       | 44,16                                                      |
| 2021 | Staffelläufe wegen der COVID-19-Pandemie nicht ausgetragen | Staffelläufe wegen der COVID-19-Pandemie nicht ausgetragen | Staffelläufe wegen der COVID-19-Pandemie nicht ausgetragen                                        | Staffelläufe wegen der COVID-19-Pandemie nicht ausgetragen | Staffelläufe wegen der COVID-19-Pandemie nicht ausgetragen                                      | Staffelläufe wegen der COVID-19-Pandemie nicht ausgetragen |
| 2020 | Staffelläufe wegen der COVID-19-Pandemie nicht ausgetragen | Staffelläufe wegen der COVID-19-Pandemie nicht ausgetragen | Staffelläufe wegen der COVID-19-Pandemie nicht ausgetragen                                        | Staffelläufe wegen der COVID-19-Pandemie nicht ausgetragen | Staffelläufe wegen der COVID-19-Pandemie nicht ausgetragen                                      | Staffelläufe wegen der COVID-19-Pandemie nicht ausgetragen |
| 2019 | Berlin                                                     | 4. August                                                  | SC DHfK Leipzig (Felix Straub, Niels Torben Giese, Roy Schmidt, Marvin Schulte)                   | 39,02                                                      | MTG Mannheim (Katrin Wallmann, Lisa Nippgen, Nadine Gonska, Jessica-Bianca Wessolly)            | 43,92                                                      |
| 2018 | Nürnberg                                                   | 22. Juli                                                   | TV Wattenscheid 01 (Philipp Trutenat, Robin Erewa, Maurice Huke, Robert Hering)                   | 38,78                                                      | MTG Mannheim (Ricarda Lobe, Alexandra Burghardt, Nadine Gonska, Jessica-Bianca Wessolly)        | 43,33                                                      |
| 2017 | Erfurt                                                     | 9. Juli                                                    | TV Wattenscheid 01 (Maximilian Ruth, Robin Erewa, Alexander Kosenkow, Maurice Huke)               | 39,01                                                      | MTG Mannheim (Ricarda Lobe, Alexandra Burghardt, Nadine Gonska, Yasmin Kwadwo)                  | 42,97                                                      |
| 2016 | Kassel                                                     | 18. Juni                                                   | TV Wattenscheid 01 (Maximilian Ruth, Robin Erewa, Maurice Huke, Julian Reus)                      | 39,48                                                      | MTG Mannheim (Ricarda Lobe, Alexandra Burghardt, Nadine Gonska, Yasmin Kwadwo)                  | 43,55                                                      |
| 2015 | Nürnberg                                                   | 26. Juli                                                   | TV Wattenscheid 01 (Maximilian Ruth, Julian Reus, Alexander Kosenkow, Robin Erewa)                | 39,34                                                      | MTG Mannheim (Yasmin Kwadwo, Alexandra Burghardt, Ricarda Lobe, Verena Sailer)                  | 43,42                                                      |
| 2014 | Ulm                                                        | 27. Juli                                                   | TV Wattenscheid 01 (Christian Blum, Sebastian Ernst, Alexander Kosenkow, Julian Reus)             | 39,02                                                      | MTG Mannheim (Lisa Münzer, Carina Frey, Nadine Gonska, Verena Sailer)                           | 43,90                                                      |
| 2013 | Ulm                                                        | 7. Juli                                                    | LAZ Leipzig (Kevin Straßburger, Martin Keller, Roy Schmidt, Erik Balnuweit)                       | 39,08                                                      | MTG Mannheim (Deborah Hufschmidt, Yasmin Kwadwo, Nadine Gonska, Verena Sailer)                  | 44,10                                                      |
| 2012 | Bochum- Wattenscheid                                       | 16. Juni                                                   | TV Wattenscheid 01 (Christian Blum, Julian Reus, Sebastian Ernst, Robin Erewa)                    | 39,23                                                      | TV Wattenscheid 01 (Christina Frewer, Esther Cremer, Maike Dix, Karoline Köhler)                | 44,08                                                      |
| 2011 | Kassel                                                     | 23. Juli                                                   | SCC Berlin (George Petzold, Eric Franke, Maximilian Kessler, Lucas Jakubczyk)                     | 39,81                                                      | TSV Bayer 04 Leverkusen (Julia Brandt, Cathleen Tschirch, Mareike Peters, Jennifer Oeser)       | 44,99                                                      |
| 2010 | Braunschweig                                               | 18. Juli                                                   | TV Wattenscheid 01 (Jan-Christopher Schulte, Sebastian Ernst, Alexander Kosenkow, Jan Quade)      | 39,67                                                      | TV Wattenscheid 01 (Karoline Köhler, Katja Tengel, Maike Dix, Yasmin Kwadwo)                    | 44,08                                                      |
| 2009 | Ulm                                                        | 4. Juli                                                    | TSV Bayer 04 Leverkusen (Daniel Brischke, Stefan Wieser, Florian Sürth, Aleixo Platini Menga)     | 39,68                                                      | TV Wattenscheid 01 (Karoline Köhler, Katja Wakan, Maike Dix, Yasmin Kwadwo)                     | 43,83                                                      |
| 2008 | Nürnberg                                                   | 5. Juli                                                    | TV Wattenscheid 01 (Jan-Christopher Schulte, Julian Reus, Sebastian Ernst, Ronny Ostwald)         | 39,22                                                      | LG Weserbergland (Nina Giebel, Cathleen Tschirch, Jala Gangnus, Nicole Marahrens)               | 44,28                                                      |
| 2007 | Erfurt                                                     | 21. Juli                                                   | TV Wattenscheid 01 (Jan-Christopher Schulte, Marc Blume, Sebastian Ernst, Ronny Ostwald)          | 39,54                                                      | LG Weserbergland (Nina Giebel, Jala Gangnus, Cathleen Tschirch, Nicole Marahrens)               | 44,46                                                      |
| 2006 | Ulm                                                        | 15. Juli                                                   | TV Wattenscheid 01 (Alexander Kosenkow, Holger Blume, Sebastian Ernst, Ronny Ostwald)             | 39,48                                                      | LG Weserbergland (Nina Giebel, Jala Gangnus, Cathleen Tschirch, Nicole Marahrens)               | 44,79                                                      |
| 2005 | Bochum- Wattenscheid                                       | 2. Juli                                                    | TV Wattenscheid (Holger Blume, Marc Blume, Alexander Kosenkow, Jan-Christopher Schulte)           | 39,36                                                      | MTG Mannheim (Sabine Siepelt, Sabrina Mulrain, Johanna Kedzierski, Anne Möllinger)              | 45,20                                                      |
| 2004 | Braunschweig                                               | 10. Juli                                                   | TV Wattenscheid 01 (Holger Blume, Marc Blume, Alexander Kosenkow, Jan-Christopher Schulte)        | 39,40                                                      | LG Olympia Dortmund (Katchi Habel, Sina Schielke, Birgit Rockmeier, Gabi Rockmeier)             | 44,51                                                      |
| 2003 | Ulm                                                        | 28. Juni                                                   | TV Wattenscheid 01 (Ronny Ostwald, Marc Blume, Alexander Kosenkow, Holger Blume)                  | 39,23                                                      | LG Olympia Dortmund (Katchi Habel, Gabi Rockmeier, Sandra Möller, Birgit Rockmeier)             | 44,84                                                      |
| 2002 | Bochum- Wattenscheid                                       | 6. Juli                                                    | TV Wattenscheid 01 (Holger Blume, Marc Blume, Alexander Kosenkow, Jérôme Crews)                   | 39,35                                                      | LG Olympia Dortmund (Sandra Möller, Gabi Rockmeier, Sina Schielke, Katchi Habel)                | 44,06                                                      |
| 2001 | Stuttgart                                                  | 30. Juni                                                   | SV Salamander Kornwestheim (Alexander Richling, Tobias Unger, Christian Schacht, Florian Gamper)  | 39,32                                                      | LG Olympia Dortmund (Katchi Habel, Birgit Rockmeier, Sina Schielke, Gabi Rockmeier)             | 42,99                                                      |
| 2000 | Braunschweig                                               | 29. Juli                                                   | LC Rehlingen (Roger Gräber, Andreas Ruth, Simon Kirch, Michael Berndt)                            | 40,01                                                      | LG Olympia Dortmund (Sina Schielke, Andrea Philipp, Esther Möller, Gabi Rockmeier)              | 43,92                                                      |
| 1999 | Erfurt                                                     | 3. Juli                                                    | LG Salamander Kornwestheim (Thorsten Schulz, Patrick Schneider, Mike Höschele, Christian Schacht) | 39,27                                                      | LG Olympia Dortmund (Esther Möller, Gabi Rockmeier, Birgit Rockmeier, Andrea Philipp)           | 43,21                                                      |
| 1998 | Berlin                                                     | 4. Juli                                                    | MTG Mannheim (Michael Schäfer, Jérôme Crews, Andreas Schofer, Patrick Weimer)                     | 39,51                                                      | LG Olympia Dortmund (Ulrike Breitbach, Birgit Brodbeck, Katja Seidel, Andrea Philipp)           | 45,10                                                      |
| 1997 | Frankfurt/M.                                               | 28. Juni                                                   | TV Wattenscheid 01 I (Alexander Kosenkow, Marc Blume, Holger Blume, André Ernst)                  | 39,51                                                      | LG Olympia Dortmund (Katja Seidel, Esther Möller, Silke-Beate Knoll, Andrea Philipp)            | 43,84                                                      |
| 1996 | Köln                                                       | 22. Juni                                                   | TV Wattenscheid 01 (Holger Blume, Marc Blume, Michael Huke, Robert Kurnicki)                      | 39,22                                                      | LG Olympia Dortmund (Birgit Brodbeck, Silke-Beate Knoll, Katja Seidel, Andrea Philipp)          | 43,99                                                      |
| 1995 | Bremen                                                     | 1. Juli                                                    | TV Wattenscheid 01 (Holger Blume, Robert Kurnicki, Michael Huke, Marc Blume)                      | 39,37                                                      | LG Olympia Dortmund (Heike Lüningschrör, Martina Kersting, Katja Seidel, Silke-Beate Knoll)     | 44,88                                                      |
| 1994 | Erfurt                                                     | 2. Juli                                                    | TV Heppenheim (Christian Thomas, Florian Schwarthoff, Alexander Bub, Thorsten Dauth)              | 39,89                                                      | LG Olympia Dortmund (Mirja Knuth, Heike Lüningschroer, Katja Seidel, Silke-Beate Knoll)         | 44,95                                                      |
| 1993 | Duisburg                                                   | 10. Juli                                                   | TV Wattenscheid 01 (Holger Blume, Robert Kurnicki, Michael Huke, Marc Blume)                      | 39,57                                                      | LG Bayer Leverkusen (Kerstin Reuter, Silke Lichtenhagen, Stefanie Hütz, Anke Feller)            | 44,76                                                      |
| 1992 | München                                                    | 20. Juni                                                   | TV Wattenscheid 01 (Dietmar Schulte, Robert Kurnicki, Michael Huke, Dirk Schweisfurth)            | 39,65                                                      | VfL Sindelfingen (Doreen Fahrendorff, Ulrike Sarvari, Andrea Thomas – geb. Bersch, Birgit Wolf) | 44,72                                                      |
| 1991 | Hannover                                                   | 27. Juli                                                   | TV Wattenscheid 01 (Dietmar Schulte, Dirk Schweisfurth, Michael Huke, Werner Zaske)               | 39,64                                                      | LG Bayer Leverkusen (Anja Böhme, Silke Lichtenhagen, Stefanie Hütz, Bettina Braag)              | 44,33                                                      |

## Meister in derBundesrepublik Deutschlandbzw. derTrizonevon 1948 bis 1990 (DLV)
| Jahr | Ort           | Datum                     | Männer                                                                                         | Männer      | Frauen | Frauen      |
| Jahr | Ort           | Datum                     | Staffel                                                                                        | Zeit [s]    | Staffel | Zeit [s]    |
| ---- | ------------- | ------------------------- | ---------------------------------------------------------------------------------------------- | ----------- | --- | ----------- |
| 1990 | Düsseldorf    | 11. August                | TV Wattenscheid 01 (Dietmar Schulte, Dirk Schweisfurth Norbert Dobeleit, Werner Zaske)         | 39,62       | VfL Wolfsburg (Birgit Leinemann, Karin Janke Andrea Hagen, Rohmann)                                        | 44,70       |
| 1989 | Hamburg       | 12. August                | TV Wattenscheid 01 (Wolfgang Zinser, Dirk Schweisfurth Fritz Heer, Norbert Dobeleit)           | 39,47       | VfL Sindelfingen (Margrit Schiller, Ulrike Sarvari Andrea Thomas – geb. Bersch, Birgit Wolf)               | 44,01       |
| 1988 | Frankfurt/M.  | 23. Juli                  | LT 1985 Hannover (Dietmar Schulte, Ingo Todt Holger Isenbart, Volker Nitsch)                   | 39,76       | VfL Sindelfingen (Margrit Schiller, Anke Köninger Andrea Thomas – geb. Bersch, Ulrike Sarvari)             | 43,52       |
| 1987 | Gelsenkirchen | 11. Juli                  | TV Wattenscheid 01 (Werner Bastians, Werner Zaske Fritz Heer, Norbert Dobeleit)                | 39,20       | VfL Sindelfingen (Birgit Wolf, Ulrike Sarvari Andrea Thomas – geb. Bersch, Heidi-Elke Gaugel)              | 44,81       |
| 1986 | Berlin        | 12. Juli                  | TV Wattenscheid 01 (Werner Bastians, Werner Zaske, Fritz Heer Rolf Kistner)                    | 39,47       | VfL Sindelfingen (Ulrike Sarvari, Anke Köninger Andrea Bersch, Heidi-Elke Gaugel)                          | 43,85       |
| 1985 | Stuttgart     | 3. August                 | TV Wattenscheid 01 (Werner Bastians, Werner Zaske Fritz Heer, Volker Westhagemann)             | 39,74       | LG Bayer Leverkusen (Edith Oker, Jutta Stöckmann Bianca Betz, Sabine Braun)                                | 44,43       |
| 1984 | Düsseldorf    | 23. Juni                  | SV Salamander Kornwestheim (Jürgen Koffler, Markus Klameth Peter Klein, Jürgen Schoch)         | 39,39       | LG Bayer Leverkusen (Edith Oker, Susanne Meiß Bianca Betz, Claudia Steger)                                 | 45,46       |
| 1983 | Bremen        | 25. Juni                  | LAC Quelle Fürth (Rainer Heckmann, Christian Haas Christian Zirkelbach, Richard Luxenburger)   | 38,95       | LG Bayer Leverkusen (Edith Oker, Susanne Meiß Bianca Betz, Christina Sussiek)                              | 44,74       |
| 1982 | München       | 24. Juli                  | SV Salamander Kornwestheim Herbert Mutschler, Bernd Sattler (Peter Klein, Dieter Gebhard)      | 39,33       | LAV Düsseldorf (Marita Feller, Anne Griese Sabine Everts, Heike vom Wege)                                  | 44,96       |
| 1981 | Gelsenkirchen | 18. Juli                  | SV Salamander Kornwestheim (Peter Klein, Dieter Gebhard Bernd Sattler, Jürgen Koffler)         | 39,70       | LG Bayer Leverkusen (Anke Weigt, Claudia Steger Silvia Kempin – geb. Käwel, Christina Sussiek)             | 44,48       |
| 1980 | Hannover      | 16. Aug. (M) 17. Aug. (F) | SV Salamander Kornwestheim (Bruno Werner, Dieter Gebhard Bernd Sattler, Peter Klein)           | 39,49       | OSC Thier Dortmund (Sabine Klösters, Elke Vollmer Ute Finger, Annegret Richter – geb. Irrgang)             | 44,18       |
| 1979 | Stuttgart     | 11. Aug. (M) 12. Aug. (F) | SV Salamander Kornwestheim (Wolfgang Jäger, Dieter Gebhard Bruno Werner, Peter Klein)          | 40,12       | OSC Thier Dortmund (Sabine Klösters, Elke Vollmer Annegret Richter geb. – Irrgang, Ute Finger)             | 44,22 (BRV) |
| 1978 | Köln          | 12. Aug. (M) 13. Aug. (F) | TV Wattenscheid 01 (Friedhelm Heckel, Werner Bastians Dieter Steinmann, Georg Gath)            | 39,88       | OSC Thier Dortmund (Sabine Klösters, Silvia Hollmann Ina Wallburg, Annegret Richter – geb. Irrgang)        | 44,33       |
| 1977 | Hamburg       | 6. Aug. (M) 7. Aug. (F)   | TV Wattenscheid 01 (Werner Bastians, Klaus Ehl Friedhelm Heckel, Bernd Goldstein)              | 40,39       | OSC Thier Dortmund (Sabine Klösters, Ina Wallburg Gaby Bußmann, Annegret Richter – geb. Irrgang)           | 44,62       |
| 1976 | Frankfurt/M.  | 14. Aug. (M) 15. Aug. (F) | TV Wattenscheid 01 (Klaus Ehl, Klaus-Dieter Bieler Dieter Steinmann, Reinhard Borchert)        | 39,95       | OSC Thier Dortmund (Ina Wallburg, Ursula Pudelko Annegret Richter – geb. Irrgang, Silvia Hollmann)         | 44,62       |
| 1975 | Gelsenkirchen | 29. Juni                  | TV Wattenscheid 01 (Werner Bastians, Klaus Ehl Dieter Steinmann, Reinhard Borchert)            | 39,68       | LG Bonn-Troisdorf Marlies Kühn, Brigitte Richter (Elvira Possekel, Birgit Wilkes)                          | 45,16       |
| 1974 | Hannover      | 28. Juli                  | TV Wattenscheid 01 (Günter Wessing, Klaus-Dieter Bieler Dieter Steinmann, Klaus Ehl)           | 39,79       | OSC Thier Dortmund (Ursula Pudelko, Inge Helten Annegret Richter – geb. Irrgang, Silvia Hollmann)          | 44,51       |
| 1973 | Berlin        | 22. Juli                  | TV Wattenscheid 01 (Günter Wessing, Klaus-Dieter Bieler Dieter Steinmann, Klaus Ehl)           | 39,82       | OSC Berlin (Sigrid Barth, Elfgard Schittenhelm – geb. Weismann Evelin Borrmann, Maren Schröder)            | 45,16       |
| 1972 | München       | 23. Juli                  | TSV Bayer 04 Leverkusen (Michael van Wickeren, Hartmut Strempel Manfred Ommer, Günther Nickel) | 39,90       | TuS 04 Leverkusen (Jutta Kahmeier, Uta Nolte Rita Wilden – geb. Jahn, Heide Rosendahl)                     | 44,53       |
| 1971 | Stuttgart     | 11. Juli                  | USC Mainz (Manfred Letzelter, Gert Metz Gerhard Wucherer, Günther Rudolph)                     | 39,7        | TuS 04 Leverkusen (Jutta Kahmeier, Ursula Schruff Rita Wilden – geb. Jahn, Heide Rosendahl)                | 44,5        |
| 1970 | Berlin        | 9. August                 | TSV Bayer 04 Leverkusen (Günther Nickel, Benno Knobloch Manfred Ommer, Jochen Eigenherr)       | 39,6        | TuS 04 Leverkusen (Jutta Kahmeier, Ursula Schruff Rita Jahn, Heide Rosendahl)                              | 45,1        |
| 1969 | Düsseldorf    | 17. August                | USC Mainz (Manfred Letzelter, Gert Metz Bernd Roos, Günther Rudolph)                           | 40,3        | TuS 04 Leverkusen (Elisabeth Kamphues Ursula Farthmann, Ursula Schruff, Heide Rosendahl)                   | 46,3        |
| 1968 | Berlin        | 18. August                | TSV 1860 München (Werner Fendt, Martin Jellinghaus Volker Stöckel, Armin Rosch)                | 40,2        | OSC Berlin (Renate Meyer – geb. Rose, Jutta Stöck Gabriele Großekettler, Hannelore Trabert – geb. Swienty) | 45,9        |
| 1967 | Stuttgart     | 6. August                 | SV Salamander Kornwestheim (Hans-Jürgen Felsen, Dieter Hübner Dieter Enderlein, Peter Gamper)  | 40,0        | OSC Berlin (Gabriele Großekettler, Hannelore Trabert – geb. Swienty Marlies Fünfstück, Jutta Stöck)        | 45,8        |
| 1966 | Hannover      | 7. August                 | SV Salamander Kornwestheim (Dieter Hübner, Peter Gamper Dieter Enderlein, Hans-Jürgen Felsen)  | 39,9        | Hamburger SV (Karin Schneider Helga Henning, Gerda Paetow, Jutta Stöck)                                    | 46,5        |
| 1965 | Duisburg      | 8. August                 | SV Salamander Kornwestheim (Werner Müller Peter Gamper, Dieter Enderlein, Hans-Jürgen Felsen)  | 40,6        | OSC Berlin Erika Rybakowski, Hannelore Swienty (Renate Burgemeister, Marlies Fünfstück)                    | 46,8        |
| 1964 | Karlsruhe     | 19. Juli                  | ASV Köln (Manfred Germar, Jürgen Schüttler Johannes Schmitt, Fritz Obersiebrasse)              | 40,3        | Hannover 96 (Renate Meyer – geb. Rose, Christa Elsler Erika Fisch, Liesel Westermann)                      | 47,3        |
| 1963 | Augsburg      | 11. August                | ASV Köln (Klaus Ulonska, Jürgen Schüttler Brinks, Fritz Obersiebrasse)                         | 40,5        | Hannover 96 (Renate Meyer – geb. Rose, Helga Henning, Erika Fisch, Christa Elsler)                         | 46,1        |
| 1962 | Hamburg       | 29. Juli                  | Eintracht Frankfurt (Albrecht Lüdtke, Alfred Hebauf, Marcel Wendelin, Hans-Joachim Bender)     | 40,3        | ASV Köln (Jutta Cordes, Ingrid Schlundt, Renate Potgieter – geb. Junker, Jutta Heine)                      | 46,6        |
| 1961 | Düsseldorf    | 30. Juli                  | ASV Köln (Klaus Ulonska, Johannes Kaiser, Uwe Breker, Manfred Germar)                          | 40,8        | Wuppertaler SV (Elisabeth Pottgießer, Doris Schweimanns, Maren Collin, Maria Jeibmann – geb. Arenz)        | 47,1        |
| 1960 | Berlin        | 24. Juli                  | ASV Köln (Bernd Cullmann, Martin Lauer, Jürgen Schüttler, Manfred Germar)                      | 40,6        | USC Heidelberg (Ingrid Bergmann, Martha Langbein, Renate Bronnsack, Waltraud Groß)                         | 47,3        |
| 1959 | Stuttgart     | 26. Juli                  | ASV Köln (Hans Peters, Martin Lauer, Robert Pfeil, Manfred Germar)                             | 41,1        | OSV Hörde (Bärbel Tölle, Marianne Niederquell, Renate Vetter, Charlotte Schmidt)                           | 47,3        |
| 1958 | Hannover      | 20. Juli                  | ASV Köln (Peter Oertel, Martin Lauer, Klaus Förstel, Manfred Germar)                           | 40,7        | Hannover 96 (Renate Bicker, Renate Marsch, Erika Fisch, Steffi Pachnicke)                                  | 48,1        |
| 1957 | Düsseldorf    | 18. August                | ASV Köln (Peter Oertel, Martin Lauer, Robert Pfeil, Manfred Germar)                            | 40,6 (DRVe) | 1. FC Nürnberg (Marika Otting, Anneliese Seonbuchner, Brunhilde Hendrix, Barbara Ebert)                    | 47,1        |
| 1956 | Berlin        | 19. August                | ASV Köln (Dieter Kröger, Martin Lauer, Calles, Manfred Germar)                                 | 41,4        | OSV Hörde (Margret Hlubek, Charlotte Böhmer, Renate Nitschke, Luise Taczanowiak)                           | 48,0        |
| 1955 | Frankfurt/M.  | 7. August                 | Karlsruher SC (Lothar Knörzer, Carl Kaufmann, Heinz Fütterer, Hans-Peter Meyer)                | 40,8 (DRVe) | Eintracht Frankfurt (Irmgard Egert, Käthe Weigel, Renate Schwarzkopf, Karola Ebenritter)                   | 47,9        |
| 1954 | Hamburg       | 8. August                 | ASV Köln (Heinz Oberbeck, Adolf Kluck, Emil Heydt, Manfred Germar)                             | 41,7        | OSV Hörde (Margret Hlubek, Preker, Ostmann, Charlotte Böhmer)                                              | 48,8        |
| 1953 | Augsburg      | 26. Juli                  | Eintracht Frankfurt (Günter Theilmann, Karl Blümmel, Eckefried Becker, Heinz Wegener)          | 42,0        | Eintracht Frankfurt (Renate Schwarzkopf, Irmgard Egert, Ullmann, Thoma)                                    | 49,1        |
| 1952 | Hamm          | 17. August                | Stuttgarter Kickers (Walter Vogt, Werner Zandt, Heinz Neef, Roland Hänssel)                    | 42,7        | Werder Bremen (Helga Kluge – geb. Huhn, Marga Petersen, Lotte Oppolzer, Margot Gundlach)                   | 49,1        |
| 1951 | Düsseldorf    | 29. Juli                  | Eintracht Frankfurt (Peter Schulz, Eckefried Becker, Peter Schäfer, Konrad Wittekindt)         | 42,1        | Werder Bremen (Helga Kluge, geb. Huhn, Marga Petersen, Hannelore Mikos, Lena Stumpf)                       | 48,4        |
| 1950 | Stuttgart     | 6. August                 | Eintracht Frankfurt (Peter Schulz, Werner Becker, Peter Schäfer, Konrad Wittekindt)            | 41,9        | MTV 1879 München (Ida Adler, Erika Eckelt, Hermine Grabmaier, Karin Fehring)                               | 49,2        |
| 1949 | Bremen        | 7. August                 | Preussen Krefeld (Paul Schochow, Heinz Fischer, Wilhelm Bauer, Leo Lickes)                     | 42,3        | Werder Bremen (Helga Kluge – geb. Huhn, Marga Petersen, Hannelore Mikos, Lena Stumpf)                      | 48,3        |
| 1948 | Nürnberg      | 15. August                | Preussen Krefeld (Paul Schochow, Leo Lickes, Wilhelm Bauer, Heinz Fischer)                     | 42,5        | Werder Bremen (Hannelore Mikos, Marga Petersen, Alwine Schulz, Helga Huhn)                                 | 49,0        |

## Meister in derDDRbzw. derSBZvon 1948 bis 1989 (DVfL)
Bei den Meisterschaften 1990 wurde die 4-mal-100-Meter-Staffel in der DDR nicht mehr ausgetragen.
| Jahr | Ort             | Datum                | Männer                                                                                        | Männer       | Frauen | Frauen       |
| Jahr | Ort             | Datum                | Staffel                                                                                       | Zeit [s]     | Staffel | Zeit [s]     |
| ---- | --------------- | -------------------- | --------------------------------------------------------------------------------------------- | ------------ | --- | ------------ |
| 1989 | Neubrandenburg  |                      | SC Dynamo Berlin (Sven Matthes, Steffen Bringmann, Svend Maly, Lars Olbrich)                  | 39,93        | SC Turbine Erfurt (Antje Axmann, Annerose Losch, Katrin Schreiter, Karin Henke)                                              | 44,90        |
| 1988 | Rostock         |                      | SC Motor Jena (Jörg Treffer, Jens Heinrich, Gerd Umlauft, Heiko Truppel)                      | 40,09        | SC Motor Jena (Karina Knuhr, Sabine Günther, Ingrid Lange-Auerswald, Marlies Göhr – geb. Oelsner)                            | 43,40        |
| 1987 | Potsdam         |                      | SC Karl-Marx-Stadt (Arne Rinckleb, Torsten Straßburger, Jens Carlowitz, Thomas Schönlebe)     | 40,12        | SC Motor Jena (Sabine Günther, Heike Drechsler – geb. Daute, Ingrid Auerswald – geb. Brestrich, Marlies Göhr – geb. Oelsner) | 42,66        |
| 1986 |                 |                      | SC DHfK Leipzig (Holger Pohland, Steffen Schwabe, Steffen Bringmann, Thomas Friedrich)        | 39,48        | SC DHfK Leipzig (Kerstin Knabe – geb. Claus, Kerstin Walther, Sabine Paetz, Kristin Patzwahl)                                | 45,09        |
| 1985 | Leipzig         | 9. bis 11. August    | SC Magdeburg (Manfred Skottke, Hans-Ulrich Riecke, Olaf Prenzler, Frank Emmelmann)            | 39,74        | SC Motor Jena (Ines Geipel, Sabine Rieger, Ingrid Auerswald – geb. Brestrich, Marlies Göhr – geb. Oelsner)                   | 42,96        |
| 1984 | Erfurt          | 1. bis 3. Juni       | SC Dynamo Berlin (Wolfgang Guse, Jens Hübler, Uwe Grunert, Frank Hollender)                   | 39,92        | SC Motor Jena (Ines Schmidt, Bärbel Wöckel – geb. Eckert, Ingrid Auerswald – geb. Brestrich, Marlies Göhr – geb. Oelsner)    | 42,20 (DDRV) |
| 1983 | Karl-Marx-Stadt | 16. bis 18. Juni     | ASK Vorwärts Potsdam (Ulf Ursinus, Mike Littfin, Guido Lieske, Frank Möller)                  | 40,58        | SC Motor Jena (Ines Schmidt, Bärbel Wöckel – geb. Eckert, Ingrid Auerswald – geb. Brestrich, Marlies Göhr – geb. Oelsner)    | 43,22        |
| 1982 | Dresden         | 30. Juni bis 3. Juli | SC Dynamo Berlin (Andreas Oschkenat, Detlef Burdack, Uwe Grunert, Roland Wolf)                | 40,69        | SC Motor Jena (Ines Schmidt, Bärbel Wöckel – geb. Eckert, Sabine Rieger, Marlies Göhr – geb. Oelsner)                        | 42,49        |
| 1981 | Jena            | 7. bis 9. August     | SC Magdeburg (Frank Löper, Frank Emmelmann, Olaf Prenzler, Andreas Knebel)                    | 39,53 (DDRV) | SC Motor Jena (Ines Geipel, Bärbel Wöckel – geb. Eckert, Ingrid Auerswald – geb. Brestrich, Marlies Göhr – geb. Oelsner)     | 42,35 (DDRV) |
| 1980 | Cottbus         | 16. bis 18. Juli     | SC Dynamo Berlin (Frank Hollender, Detlef Burdack, Siegmar Lathan, Jens Hübler)               | 40,07        | SC Einheit Dresden (Gundy Preibisch, Gudrun Niemtschke, Mona Schäfer, Evelyn Heinrich)                                       | 46,58        |
| 1979 | Karl-Marx-Stadt | 9. bis 12. August    | SC Magdeburg (Dieter Krüger, Andreas Kühne, Olaf Prenzler, Lutz Jaenicke)                     | 40,10        | SC Turbine Erfurt (Katrin Böhme, Marion Böhmer, Anneliese Walter, Sigrun Siegl – geb. Thon)                                  | 44,16        |
| 1978 |                 |                      | SC DHfK Leipzig (Frank Rische, Matthias Pohle, Manfred Kokot, Thomas Munkelt)                 | 39,61        | SC Motor Jena (Marlies Göhr – geb. Oelsner, Bärbel Eckert, Ingrid Auerswald – geb. Brestrich, Birgit Rabe)                   | 43,31        |
| 1977 | Dresden         |                      | SC Magdeburg (Gerald Mikoleit, Jörg Kraffert, Lutz Jaenicke, Andreas Kühne)                   | 40,24        | SC Motor Jena (Birgit Rabe, Bärbel Eckert, Ingrid Brestrich, Marlies Oelsner)                                                | 42,83        |
| 1976 | Karl-Marx-Stadt |                      | ASK Vorwärts Potsdam (Uwe Barucha, Hans-Joachim Zenk, Klaus-Dieter Kurrat, Christian Neubert) | 40,04        | TSC Berlin (Petra Koppetsch, Christiane Marquardt, Martina Blos, Bärbel Lockhoff)                                            | 44,91        |
| 1975 | Erfurt          |                      | ASK Vorwärts Potsdam (Wolfgang Löbe, Helmut Röpke, Hans-Joachim Zenk, Klaus-Dieter Kurrat)    | 39,99        | SC Karl-Marx-Stadt (Regina Kupfer, Sybille Priebsch, Antje Weiske, Petra Rampf)                                              | 45,05        |
| 1974 | Leipzig         |                      | ASK Vorwärts Potsdam (Helmut Röpke, Klaus-Dieter Kurrat, Hans-Joachim Zenk, Wolfgang Löbe)    | 40,0         | SC DHfK Leipzig (Brigitte Geilert, Christina Heinich, Steffi Knoth, Bärbel Eckert)                                           | 44,1         |
| 1973 | Dresden         |                      | SC Dynamo Berlin (Hans-Jürgen Bombach, Reiner Grothe, Klaus Hauke, Jürgen Hellmann)           | 40,2         | SC Motor Jena (Bärbel Struppert – geb. Schrickel, Renate Stecher – geb. Meißner, Brigitte Steinhardt, Brendel)               | 44,0         |
| 1972 | Erfurt          |                      | SC Dynamo Berlin (Heinz-Günter Schenk, Reiner Grothe, Jürgen Utikal, Jürgen Hellmann)         | 40,9         | SC Einheit Dresden (Petra Schließer, Angelika Handt, Doris Kohl, Angelika Liebsch)                                           | 45,5         |
| 1971 | Leipzig         |                      | SC Leipzig (Wolfgang Gutenschwager, Frank Siebeck, Walter, Harald Eggers)                     | 40,3         | SC Motor Jena (Bärbel Schrickel, Renate Stecher – geb. Meißner, Schmidt, Brigitte Steinhardt)                                | 44,7         |
| 1970 | Erfurt          |                      | ASK Vorwärts Potsdam (Günter Gollos, Richard Stotz, Hermann Burde, Raimund Bethge)            | 40,2         | SC Leipzig (Brigitte Geilert, Karin Balzer – geb. Richert, Schreiber, Christina Heinich)                                     | 45,4         |
| 1969 | Berlin          |                      | SC Dynamo Berlin (Hans-Jürgen Bombach, Eckhardt Laube, Detlef Lewandowski, Detlev Beckmann)   | 39,9         | SC Motor Jena (Brigitte Geyer, Renate Meißner, Bärbel Schrickel, Sigrid Schmidt)                                             | 45,9         |
| 1968 | Erfurt          |                      | ASK Vorwärts Potsdam (Günter Gollos, Richard Stotz, Günter Klann, Hartmut Schelter)           |              | SC Leipzig (Schreiber, Karin Balzer – geb. Richert, Stefanie Bothur, Christina Heinich)                                      | 45,6         |
| 1967 | Halle (Saale)   |                      | SC Leipzig (Franken, Rainer Berger, Heinz Erbstößer, Harald Eggers)                           |              | SC Motor Jena (Bärbel Schrickel, Renate Meißner, Brigitte Geyer, Zetsche)                                                    | 46,2         |
| 1966 | Jena            |                      | SC Leipzig (Franken, Rainer Berger, Heinz Erbstößer, Harald Eggers)                           | 40,2         | SC Dynamo Berlin (Angelika Klammer, Ingrid Tiedtke, Ursula Böhm, Petra Zörner)                                               | 45,8         |
| 1965 | Karl-Marx-Stadt |                      | SC Leipzig (Heinz Erbstößer, Rainer Berger, Harald Eggers, Wolfgang Krebs)                    | 40,3         | SC Dynamo Berlin (Ursula Böhm, Ingrid Tiedtke, Petra Zörner, Henriette Schlopsnies)                                          | 46,4         |
| 1964 | Jena            |                      | SC Leipzig (Heinz Erbstößer, Rainer Berger, Peter Wallach, Wolfgang Krebs)                    | 39,8         | SC Dynamo Berlin (Karin Stöwe, Ursula Böhm, Gisela Birkemeyer – geb. Köhler, Sigrid Albert)                                  | 46,3         |
| 1963 | Jena            |                      | SC Leipzig (Schmidt, Peter Wallach, Wolfgang Krebs, Heinz Erbstößer)                          | 41,0         | SC Dynamo Berlin (Karin Stöwe, Ingrid Schneider, Sigrid Albert, Kobsch)                                                      | 46,6         |
| 1962 | Dresden         |                      | SC Rotation Leipzig (Heinz Erbstößer, Dieter Großmann, Ermisch, Volker Heimpold)              | 41,4         | SC Dynamo Berlin (Bärbel Reinnagel – geb. Mayer, Gudrun Züchner, Ingrid Schneider, Karin Stöwe)                              | 46,7         |
| 1961 | Dresden         |                      | SC DHfK Leipzig (Siegel, Sigismund Kostulski, Volker Löffler, Klaus Schüler)                  | 41,4         | SC Dynamo Berlin (Christa Gutsche, Bärbel Mayer, Gisela Birkemeyer – geb. Köhler, Gudrun Züchner)                            | 46,3         |
| 1960 | Leipzig         |                      | SC DHfK Leipzig (Siegel, Sperling, Sigismund Kostulski, Klaus Schüler)                        | 41,1         | SC Dynamo Berlin (Gisela Henning, Bärbel Mayer, Gisela Birkemeyer – geb. Köhler, Gudrun Züchner)                             | 46,6         |
| 1959 | Leipzig         |                      | SC Rotation Leipzig (Heinz Erbstößer, Dieter Großmann, Rainer Schade, K. Schade)              | 41,6         | SC Dynamo Berlin (Christa Gutsche, Bärbel Mayer, Gisela Birkemeyer – geb. Köhler, Gudrun Züchner)                            | 46,8         |
| 1958 | Jena            |                      | SC Chemie Halle (Bruno Gers, Klaus Kurpjun, Ernst Bräutigam, Detlev Riede)                    | 41,2         | SC Dynamo Berlin (Helga Lehmann, Christa Stubnick – geb. Seliger, Gisela Birkemeyer – geb. Köhler, Bärbel Mayer)             | 46,1         |
| 1957 | Berlin          |                      | SC DHfK Leipzig (Rolf Löther, Zeuner, Walter Pollak, Sigismund Kostulski)                     | 42,5         | SC Dynamo Berlin (Fuchs, Christa Stubnick – geb. Seliger, Gisela Köhler, Bärbel Mayer)                                       | 48,0         |
| 1956 | Erfurt          |                      | SC Wissenschaft Halle (Klaus Kurpjun, Walter Meier, Manfred Steinbach)                        | 41,4         | SC Dynamo Berlin | 46,4         |
| 1955 | Jena            |                      | SC DHfK Leipzig                                                                               | 41,8         | SC Motor Jena | 47,4         |
| 1954 | Dresden         |                      | Einheit NO Berlin                                                                             | 41,9         | BSG Motor Zeiss Jena | 47,6         |
| 1953 | Leipzig         |                      | Einheit NO Berlin (Böttcher, Ewald Schröder, Hans Dittner, Horst Schulz)                      | 42,6         | BSG Motor Zeiss Jena (Annemarie Claussner, Siegfriede Weber, Gisela Köhler, Margot Kirchner)                                 | 48,4         |
| 1952 | Jena            |                      | SV DVP Potsdam (Gottfried Springer, Fritz Lacina, Herbert Büsser, Fred Köhler)                | 42,8         | Einheit Pirna (Hermsdorf, Elfriede Preibisch, Christa Maliske, Alice Karger)                                                 | 49,7         |
| 1951 | Erfurt          | 13. bis 15. Juli     | Einheit Mitte Halle                                                                           | 42,8         | BSG Motor Zeiss Jena | 50,5         |
| 1950 | Halberstadt     |                      | Konsum Leipzig                                                                                | 45,4         | Lokomotive Pirna (Christa Maliske, Elfriede Stäps, ?, ?)                                                                     | 53,0         |
| 1949 | Jena            |                      | SV DVP Potsdam                                                                                | 44,2         | SV Carl Zeiss Jena | 51,4         |
| 1948 | Chemnitz        |                      | Leipzig                                                                                       | 44,9         | Jena | 52,4         |

## Deutsche Meister 1919 bis 1947 (DLV)
| Jahr | Männer                                                      | Männer                                                      | Männer                                                                                     | Männer                                                      | Frauen                                                                   | Frauen                                                                   | Frauen                                                                                     | Frauen                                                                   |
| Jahr | Ort                                                         | Datum                                                       | Staffel                                                                                    | Zeit [s]                                                    | Ort                                                                      | Datum                                                                    | Staffel                                                                                    | Zeit [s]                                                                 |
| ---- | ----------------------------------------------------------- | ----------------------------------------------------------- | ------------------------------------------------------------------------------------------ | ----------------------------------------------------------- | ------------------------------------------------------------------------ | ------------------------------------------------------------------------ | ------------------------------------------------------------------------------------------ | ------------------------------------------------------------------------ |
| 1947 | Köln                                                        | 10. August                                                  | Preussen Krefeld (Paul Schochow, Josef Capellmann, Leo Lickes, Heinz Fischer)              | 42,1                                                        | Köln                                                                     | 10. August                                                               | Werder Bremen (Krüger, Marga Petersen, Alwine Schulz, Helga Huhn)                          | 48,7                                                                     |
| 1946 | Frankfurt/M.                                                | 25. August                                                  | Stuttgarter Kickers (Hans Rümping, Transier, Fritz Baublies, Jakob Scheuring)              | 43,5                                                        | Frankfurt/M.                                                             | 25. August                                                               | Hamburger SV (Gisela Siefert, Ilse Schmuck, Elfriede Werdier, Ellen Siefert)               | 50,0                                                                     |
| 1945 | kriegsbedingt keine Deutschen Leichtathletikmeisterschaften | kriegsbedingt keine Deutschen Leichtathletikmeisterschaften | kriegsbedingt keine Deutschen Leichtathletikmeisterschaften                                | kriegsbedingt keine Deutschen Leichtathletikmeisterschaften | kriegsbedingt keine Deutschen Leichtathletikmeisterschaften              | kriegsbedingt keine Deutschen Leichtathletikmeisterschaften              | kriegsbedingt keine Deutschen Leichtathletikmeisterschaften                                | kriegsbedingt keine Deutschen Leichtathletikmeisterschaften              |
| 1944 | kriegsbedingt keine Deutschen Leichtathletikmeisterschaften | kriegsbedingt keine Deutschen Leichtathletikmeisterschaften | kriegsbedingt keine Deutschen Leichtathletikmeisterschaften                                | kriegsbedingt keine Deutschen Leichtathletikmeisterschaften | kriegsbedingt keine Deutschen Leichtathletikmeisterschaften              | kriegsbedingt keine Deutschen Leichtathletikmeisterschaften              | kriegsbedingt keine Deutschen Leichtathletikmeisterschaften                                | kriegsbedingt keine Deutschen Leichtathletikmeisterschaften              |
| 1943 | Berlin                                                      | 25. Juli                                                    | Eintracht Frankfurt (Georg Lipphardt, Fritz Gleim, Heinrich Huth, Manfred Kersch)          | 43,6                                                        | Berlin                                                                   | 25. Juli                                                                 | MTV 1879 München (Elfriede Mayerhofer, Ida Kühnel, Maria Sturm, Erika Eckelt)              | 49,5                                                                     |
| 1942 | Berlin                                                      | 26. Juli                                                    | Luftwaffen SV Berlin (Dieter Haferkamp, Schlicht, Fritz Mühle, Heinz Voß)                  | 43,4                                                        | Berlin                                                                   | 26. Juli                                                                 | SCC Berlin (Felicitas Schmidt, Liselotte Laschinski, Eva Richter, Erika Biess)             | 48,8                                                                     |
| 1941 | Berlin                                                      | 20. Juli                                                    | Luftwaffen SV Berlin (Karl Fehrmann, Karl Lehmann, Willi Bönecke, Harald Mellerowicz)      | 42,7                                                        | Berlin                                                                   | 20. Juli                                                                 | SCC Berlin (Liselotte Laschinski, Dora Blask – geb. Voigt, Eva Dürre, Erika Biess)         | 49,6                                                                     |
| 1940 | Berlin                                                      | 11. August                                                  | Post SG Mannheim (Garrecht, Reisch, Karl Neckermann, Walter Feuerstein)                    | 43,0                                                        | Berlin                                                                   | 11. August                                                               | Hamburger SV (Kröger, Elfriede Köhnsen, Christa Loch, Grete Trenkner)                      | 49,7                                                                     |
| 1939 | Darmstadt                                                   | 16. Juli                                                    | Post SV Mannheim (Siegfried Schmitt, Heinrich Herrwerth, Walter Feuerstein, Günter Köster) | 42,4                                                        | Darmstadt                                                                | 16. Juli                                                                 | MTV 1879 München (Paula Alteneder, Ida Kühnel, Anni Spitzweg, Erika Eckelt)                | 48,2                                                                     |
| 1938 | Breslau                                                     | 30. Juli                                                    | DSC Berlin (Wilhelm Leichum, Harald Mellerowicz, Martin Fischer, Schramm)                  | 41,9                                                        | Breslau                                                                  | 30. Juli                                                                 | SCC Berlin (Anneliese Müller, Dora Voigt, Emmy Albus, Ilse Dörffeldt)                      | 49,2                                                                     |
| 1937 | Frankfurt/M.                                                | 11. Juli                                                    | Eintracht Frankfurt (Adolf Metzner, Willi Welscher, Gerd Hornberger, Ernst Geerling)       | 42,6                                                        | Frankfurt/M.                                                             | 11. Juli                                                                 | SCC Berlin (Erika Biess, Ilse Dörffeldt, Emmy Albus, Anneliese Müller)                     | 49,2                                                                     |
| 1936 | Berlin                                                      | 12. September                                               | Eintracht Frankfurt (Adolf Metzner, Willi Welscher, Gerd Hornberger, Ernst Geerling)       | 42,1                                                        | Nürnberg                                                                 | 12. September                                                            | Dresdner SC (Elfriede Toobe, Käthe Krauß, Luise Krüger, Margit Weber)                      | 49,0                                                                     |
| 1935 | Wettbewerb nicht ausgetragen                                | Wettbewerb nicht ausgetragen                                | Wettbewerb nicht ausgetragen                                                               | Wettbewerb nicht ausgetragen                                | Wettbewerb nicht ausgetragen                                             | Wettbewerb nicht ausgetragen                                             | Wettbewerb nicht ausgetragen                                                               | Wettbewerb nicht ausgetragen                                             |
| 1934 | Nürnberg                                                    | 29. Juli                                                    | Preussen Krefeld (Franz Heithoff, Rudi Küsters, Haffmann, Fritz Hendrix)                   | 41,9                                                        | Nürnberg                                                                 | 29. Juli                                                                 | SV Siemens Berlin (Geffert, Ilse Dörffeldt, Erna Steinberg, Ruth Engelhard)                | 50,1                                                                     |
| 1933 | Köln                                                        | 13. August                                                  | Preussen Krefeld (Franz Heithoff, Rudi Küsters, Haffmann, Fritz Hendrix)                   | 41,5                                                        | Weimar                                                                   | 20. August                                                               | Eintracht Frankfurt (Leni Ewe, Bernhardt, Detta Lorenz – geb. Lutz, Tilly Fleischer)       | 51,0                                                                     |
| 1932 | Hannover                                                    | 3. Juli                                                     | Eintracht Frankfurt (Eugen Eldracher, Willi Welscher, Max Mährlein, Ernst Geerling)        | 42,0                                                        | Berlin                                                                   | 3. Juli                                                                  | Dresdner SC (Schmiedel, Käthe Krauß, Grande, Marianne Stryk)                               | 50,4                                                                     |
| 1931 | Berlin                                                      | 3. August                                                   | Eintracht Frankfurt (Eugen Eldracher, Willi Welscher, Max Mährlein, Ernst Geerling)        | 41,7                                                        | Magdeburg                                                                | 2. August                                                                | Eintracht Frankfurt (Emmi Haux, Tilly Fleischer, Detta Lorenz – geb. Lutz, Bernhardt)      | 50,0                                                                     |
| 1930 | Berlin                                                      | 3. August                                                   | SCC Berlin (Hermann Schlöske, Wilhelm Grosser, Alex Nathan, Helmut Körnig)                 | 41,7                                                        | Lennep                                                                   | 3. August                                                                | TSV 1860 München (Rosa Kellner, Luise Holzer, Agathe Karrer, Lisa Gelius)                  | 49,1                                                                     |
| 1929 | Breslau                                                     | 22. Juli                                                    | SCC Berlin (Helmut Körnig, Wilhelm Grosser, Alex Nathan, Hermann Schlöske)                 | 40,8                                                        | Frankfurt/M.                                                             | 21. Juli                                                                 | TSV 1860 München (Rosa Kellner, Luise Holzer, Agathe Karrer, Lisa Gelius)                  | 49,0                                                                     |
| 1928 | Düsseldorf                                                  | 16. Juli                                                    | Eintracht Frankfurt (Ernst Geerling, Eugen Eldracher, Arthur Metzger, Hans Salz)           | 41,9                                                        | Berlin                                                                   | 15. Juli                                                                 | TSV 1860 München (Rosa Kellner, Luise Holzer, Agathe Karrer, Lisa Gelius)                  | 49,7                                                                     |
| 1927 | Berlin                                                      | 17. Juli                                                    | SCC Berlin (Gerber, Helmut Schlöske, Alex Nathan, Helmut Körnig)                           | 41,3                                                        | Breslau                                                                  | 7. August                                                                | SC Viktoria Magdeburg (Anneliese Jacke, Lieselotte Hellmann, Rose Drieling, Ilse Drieling) | 49,9                                                                     |
| 1926 | Leipzig                                                     | 8. August                                                   | Karlsruher FC Phönix (Alex Nathan, Otto Faist, Kurt von Rappard, Robert Suhr)              | 42,1                                                        | Braunschweig                                                             | 22. August                                                               | Berliner SC (Lilli Henoch, Cläre Voß, Charlotte Köhler, Gerda Pöting)                      | 52,9                                                                     |
| 1925 | Berlin                                                      | 9. August                                                   | DSC Berlin (Erich Hübner, Haltenhoff, Leeske, Willy Wondratschek)                          | 42,2                                                        | Leipzig                                                                  | 6. September                                                             | Berliner SC (Lilli Henoch, Cläre Voß, Charlotte Köhler, Gerda Pöting)                      | 53,3                                                                     |
| 1924 | Stettin                                                     | 10. August                                                  | Preussen Krefeld (Wilhelm Lethen, Hans Stegmann, Heinrich Most, Hubert Houben)             | 43,9                                                        | Stettin                                                                  | 9. August                                                                | Berliner SC (Lilli Henoch, Cläre Voß, Charlotte Köhler, Gerda Pöting)                      | 52,8                                                                     |
| 1923 | Frankfurt/M.                                                | 19. August                                                  | Eintracht Frankfurt (Alex Weider, Gottfried Söhngen, Hans Mäulen, Max Ehms)                | 43,1                                                        | Frankfurt/M.                                                             | 18. August                                                               | SC Brandenburg Berlin (Erna Pahl, Herta Aschenbacher, Rademacher, Ilse Sander)             | 53,5                                                                     |
| 1922 | Duisburg                                                    | 20. August                                                  | SCC Berlin (Cohn, Ernst Krüger, Hans Senftleben, Hans Zirpel)                              | 42,4                                                        | Duisburg                                                                 | 18. August                                                               | TV Frankfurt 1860 (Rosa Theimann, Buhlmeier, Marie Amsel, Lilly Cron)                      | 53,1                                                                     |
| 1921 | Hamburg                                                     | 21. August                                                  | Eintracht Frankfurt (Alex Weider, Gottfried Söhngen, Fritz Reis, Fritz Angstmann)          | 42,9                                                        | Hamburg                                                                  | 20. August                                                               | TSV 1860 München (Emma Heiß, Maria Rädler, Zenta Bauer, Marie Kießling)                    | 52,1                                                                     |
| 1920 | Dresden                                                     | 15. August                                                  | SCC Berlin (Willi Dünker, Hermann Waffenschmidt, Ernst Krüger, Richard Rau)                | 43,1                                                        | Dresden                                                                  | 14. August                                                               | TSV 1860 München (Zenta Bauer, Maria Rädler, Emma Heiß, Marie Kießling)                    | 53,0                                                                     |
| 1919 | Nürnberg                                                    | 24. August                                                  | Frankfurter FV (Alex Weider, Hans Mäulen, Fritz Reis, Fritz Angstmann)                     | 45,0                                                        | Deutsche Leichtathletikmeisterschaften für Frauen noch nicht ausgetragen | Deutsche Leichtathletikmeisterschaften für Frauen noch nicht ausgetragen | Deutsche Leichtathletikmeisterschaften für Frauen noch nicht ausgetragen                   | Deutsche Leichtathletikmeisterschaften für Frauen noch nicht ausgetragen |